# Тямпасак (королевство)

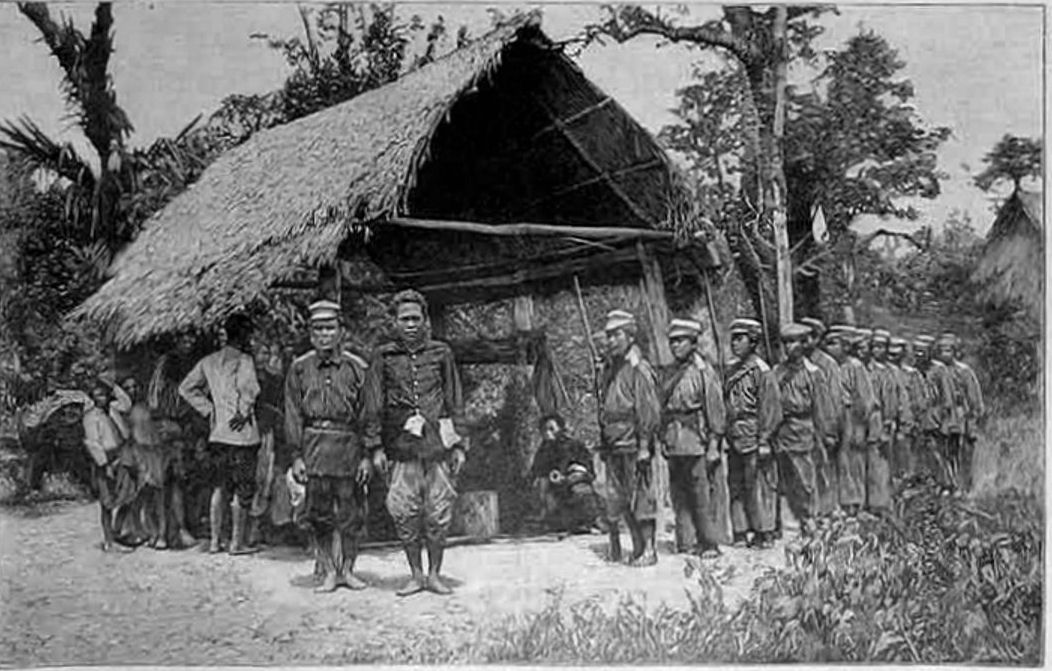
Сиамская армия в Лаосе, 1893

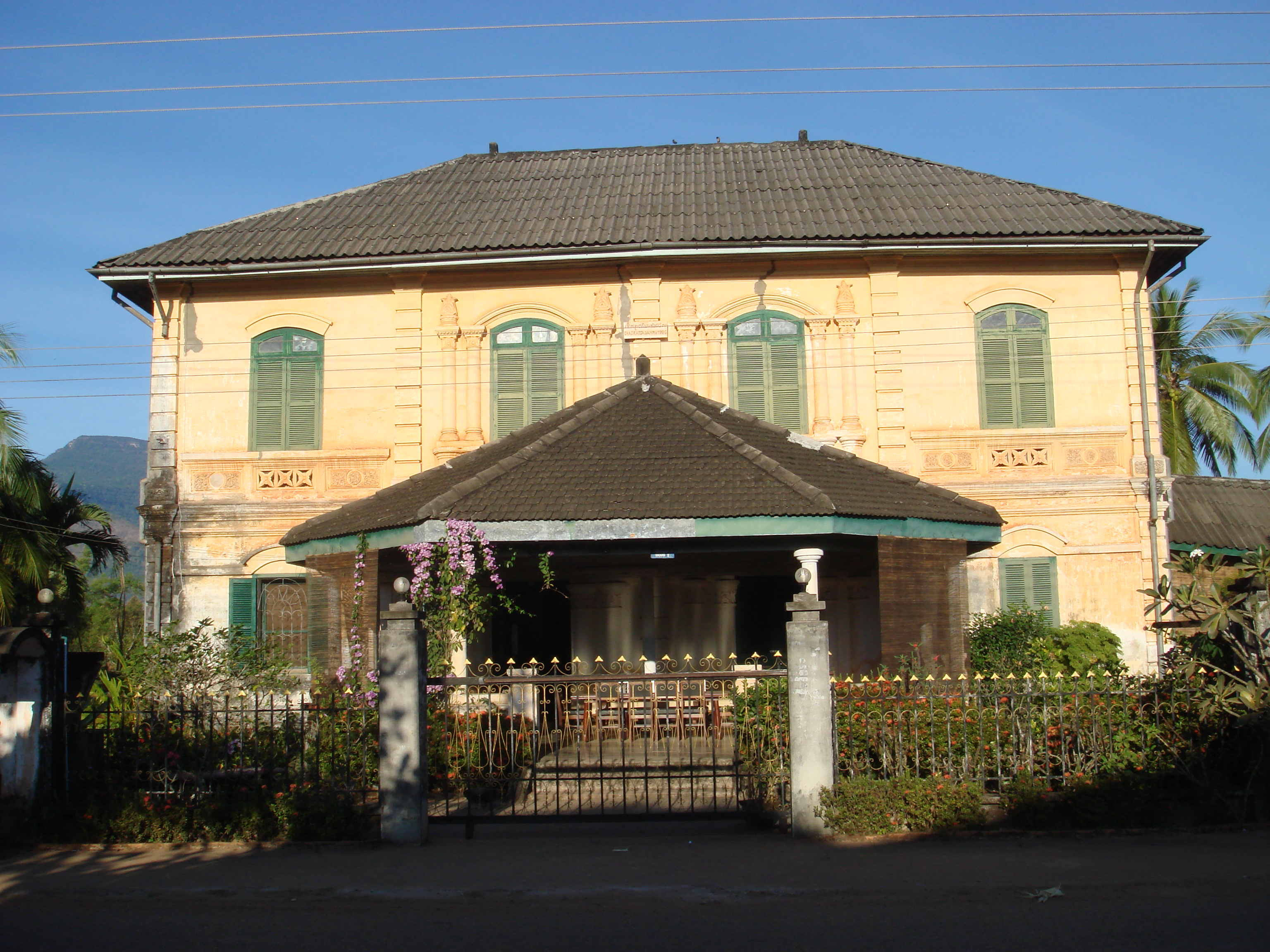
Королевская резиденция Тямпасака

Территориальные потери Сиама

Королевство Тямпасак (также встречаются написания: Чампасак, Тямпатсак) — королевство южного Лаоса (1713—1946), которое отделилось от королевства Лансанг в 1713 году (два других отделившихся королевства: Луангпхабанг и Вьентьян).
В первой половине 18 века государство существовало и развивалось как независимое государство, однако с 1778 года превратилось в вассальное государство Сиама.
Рост эксплуатации горских народов вызвал с начала XIX века многочисленные выступления, слившиеся в 1818 году в мощное движение против администрации Тямпасака. Восставшие захватили и сожгли столицу Тямпасака город Аттапы и ряд других населённых пунктов. Тямпасакская правящая династия не смогла справиться с восстанием, и только вмешательство правителя Вьентьяна позволило временно восстановить спокойствие в стране.
В конце XIX века королевство Тямпасак стало частью Французского Индокитая, сохраняя при этом определённый уровень автономии в рамках «автономного протектората Лаос». Окончательно королевство Тямпасак прекратило своё существование в 1946 году, когда было образовано Королевство Лаос.

## Короли Тямпасака
- Нокасад 1713—1737
- Саякумане 1737—1791
- Фай На 1791—1811
- Но Муонг 1811
- Маной 1813—1819
- Чао Ё 1819—1826
- Хуай 1826—1841
- Нарк 1841—1851
- Буа 1851—1852
- Междуцарствие 1852—1856
- Кхам Най 1856—1858
- Междуцарствие 1858—1862
- Кхам Сук 1863—1900
- Ратсаданай 1900—1904

## Главы Королевского Дома
- Ратсаданай 1904—1945
- Бун Ум 1945—1980
- Кео 1980-